# Danska na Olimpijskim igrama 2016.
Danska je nastupila na Ljetnim olimpijskim igrama 2016. u Brazilu.

## Jedrenje
Deset danskih jedriličara se kvalificiralo za OI 2016. na Svjetskom prvenstvu u jedrenju 2014.
- Muški - RS:X
- Muški - Laser
- Muški - Finn
- Muški - 49
- Žene - Laser Radial
- Žene - 49FX
- Miješano - Nacra 17

## Streljaštvo
Jedan danski streljač se kvalificirao za OI 2016. na Svjetskom prvenstvu u streljaštvu 2014.
- Muški zračna puška 10m